# Chiradzulu Mountain
Chiradzulu Mountain är ett berg i Malawi. Det ligger i distriktet Chiradzulu District och regionen Southern Region, i den södra delen av landet. Toppen på Chiradzulu Mountain är 1 773 meter över havet.
Terrängen runt Chiradzulu Mountain är kuperad åt sydväst, men åt nordost är den platt. Den högsta punkten i närheten är 1 781 meter över havet, 1,9 km sydväst om Chiradzulu Mountain. Omgivningarna runt Chiradzulu Mountain är skog och i lägre trakter savann.